# ロケット商会 (作家)
ロケット商会（ろけっとしょうかい）は、日本のライトノベル作家、YouTuberである。

## 略歴
2016年、カクヨムで連載していた『勇者のクズ』が第1回カクヨムWeb小説コンテスト現代アクション部門で大賞を受賞し、カドカワBOOKSで書籍化、商業作家デビューを果たす。
2018年、『元英雄、HP1の妹を伝説の勇者にする 〜女神もダンジョンもボスキャラも、俺がぜんぶDIY〜』が富士見ドラゴンブックより発売される。『勇者のクズ』のコミカライズ版がインディーズ作品という形で連載開始する。漫画担当はナカシマ723。
2019年、『勇者のクズ』コミカライズ版一巻が自費出版される。
2021年、カクヨムで連載していた「勇者刑に処す 懲罰勇者9004隊刑務記録」がカクヨムアワード2020ユーザー賞【ユーザー推薦部門】を受賞。電撃の新文芸で書籍化される。また、YouTubeチャンネル「ロケット商会の営業会議」で塚岡雄太と毎週水曜日22時更新のネットラジオを開始する。『勇者のクズ』コミカライズ版がリイド社で再連載されることが発表される。カクヨムで連載していた「ウィッチ殺竜ゼミナール」のコミカライズ連載がコミックシーモアで開始される。漫画担当は天宮ケイリ。
2022年2月18日、コミックBORDERで『勇者のクズ』コミカライズ版の再連載が開始する。電撃コミック レグルスで『勇者刑に処す』のコミカライズの連載が開始する。

## 作品リスト

### 小説
- 勇者のクズ（『カドカワBOOKS』、イラスト：草河遊也）
- 元英雄、HP1の妹を伝説の勇者にする 〜女神もダンジョンもボスキャラも、俺がぜんぶDIY〜（『富士見ドラゴンブック』、イラスト：アリオ）
- 勇者刑に処す 懲罰勇者9004隊刑務記録（『電撃の新文芸』、イラスト：めふぃすと、既刊7巻）
- 魔王都市（『ガガガ文庫』、イラスト：Ryota-H、既刊3巻）

### 漫画原作
- 勇者のクズ
  - 自費出版 版（漫画：ナカシマ723、既刊3巻）
  - 商業版（『コミックBORDER』、漫画：ナカシマ723、既刊7巻（1～3巻は自費出版の商業化））
- ウィッチ殺竜ゼミナール 〜転生賢者は魔女の学園で竜殺しを目指す〜（『コミックシーモア』、漫画：天宮ケイリ）
- 勇者刑に処す 懲罰勇者9004隊刑務記録（『電撃コミックレグルス』、漫画：井上菜摘）
- 魔王都市（『マンガワン』、漫画：桜イオン）